# Фонтане (Гар)
Фонтане (фр. Fontanès) насеље је и општина у јужној Француској у региону Лангдок-Русијон, у департману Гар која припада префектури Ним.
По подацима из 2011. године у општини је живело 627 становника, а густина насељености је износила 43,42 становника/km². Општина се простире на површини од 14,44 km². Налази се на средњој надморској висини од 60 метара (максималној 163 m, а минималној 24 m).

## Демографија
| 1962. | 1968. | 1975. | 1982. | 1990. | 1999. | 2011. |
| ----- | ----- | ----- | ----- | ----- | ----- | ----- |
| 285   | 334   | 326   | 390   | 436   | 492   | 627   |

График промене броја становника у току последњих година